# Amoeba
Amoeba je jeden z nejznámějších rodů měňavek, řazený do třídy Tubulinea a řádu Tubulinida. Popsal ji v roce 1822 Bory de St. Vincent, francouzský přírodovědec a přívrženec Napoleona. Ke známějším druhům tohoto rodu patří Amoeba proteus (měňavka velká), ale jsou známy desítky dalších (např. Amoeba dubia s obrovským genomem). Jsou staré minimálně 750 milionů let.
Buněčné jádro této améby zřejmě obsahuje v membráně obrovské množství jaderných pórů a místo klasické jaderné laminy je uvnitř vyztuženo tzv. plástvovou vrstvou. V chromatinu byly detekovány histony.